# Tiro (città antica)
Tiro (in arabo صور‎?, Ṣūr; in fenicio 𐤑𐤅𐤓?, Ṣur; in ebraico צוֹר‎?, Tsor; in ebraico tiberiense: צר, Ṣōr; in akkadico: 𒋗𒊒, Ṣurru; in greco antico: Τύρος?, Týros; in turco Sur; in latino Tyrus, in armeno Տիր?) è un'antica città del Libano, quasi del tutto ricoperta dalla città moderna (anch'essa chiamata Tiro). I resti dell'antica città sono dal 1984 nella lista dei Patrimoni dell'umanità dell'UNESCO.

## Storia

### Storia antica
Le origini di Tiro risalgono all'età del bronzo.
Secondo la testimonianza di Erodoto e di Filone di Biblo, la città sarebbe stata fondata intorno al 2750 a.C. da Usoos, inizialmente comprendendo solo un'isola e infatti chiamata Ṣūr, ossia scoglio in lingua fenicia.
Tra il XX secolo e il XVII secolo a.C. la città cadde in abbandono poiché a quel periodo corrisponde uno strato di sabbia.
Attorno al XIV secolo a.C. secondo le lettere di El-Amarna, il re di Tiro Abi-Milku chiese al faraone di dargli la terra davanti alla città poiché: «servono acqua, boschi, paglia e argilla e non vi è più posto dove mettere i morti» cosicché nacque Tiro continentale, chiamata Uzzu e Ushu.
L'insediamento fenicio cadde nella sfera di influenza egizia all'inizio del Nuovo Regno, in particolare sotto la XVIII e XIX dinastia, quando la città, aiutata dalla favorevole posizione geografica, prosperò grazie al commercio del vetro, del legno di cedro e soprattutto della porpora, un pigmento ricavato da molluschi marini che veniva utilizzato per tingere i tessuti riservati all'aristocrazia.
Nel 1200 a.C. secondo Giustino, a seguito dei Popoli del Mare i Sidonî fuggono in massa a Tiro.
Nel Viaggio di Unamon, il re di Tiro Mekmer offre 50 barche di legno al sacerdote Wenamon.

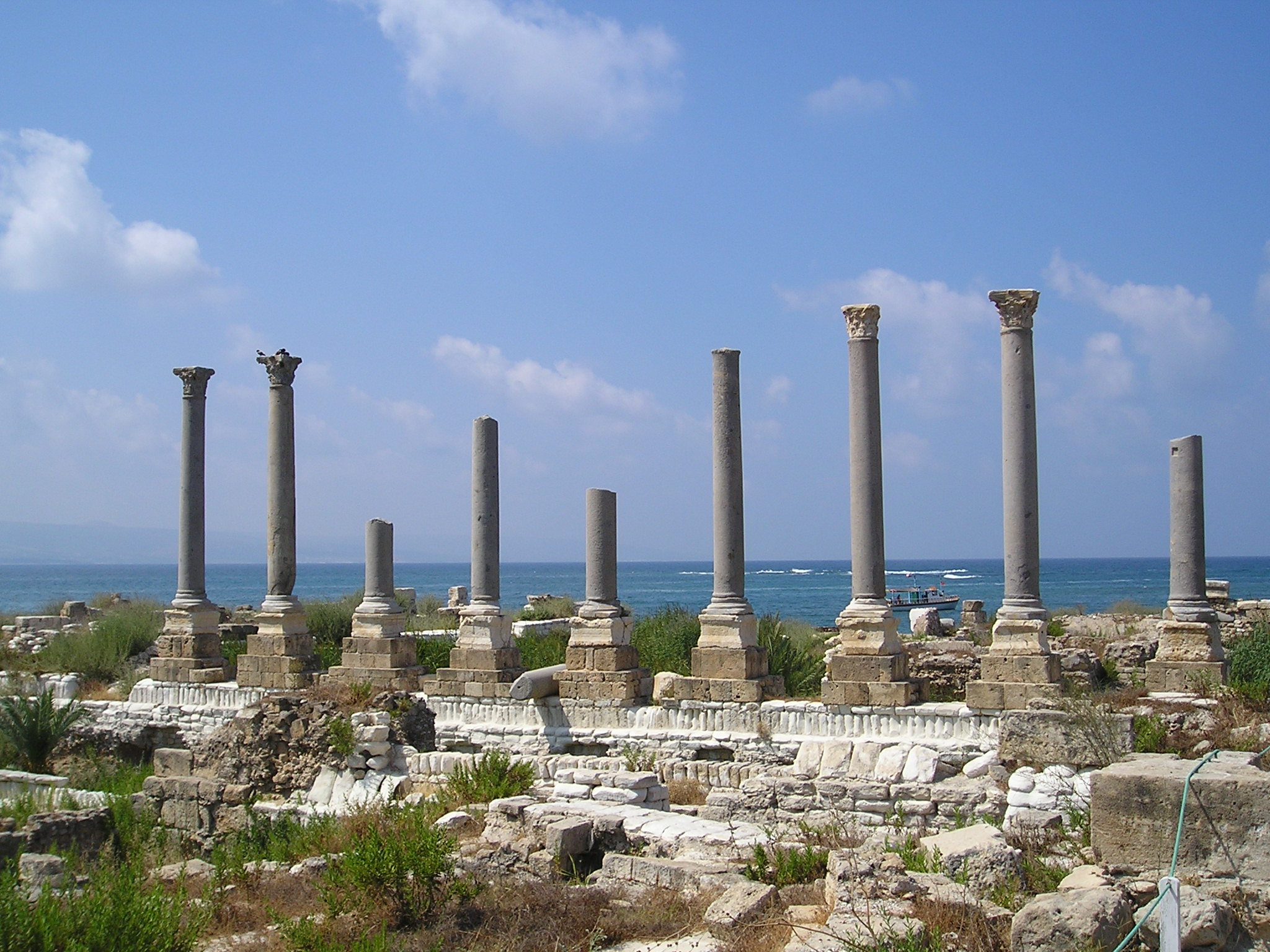
La palestra romana.

Nel 1100 a.C. uno tsunami catastrofico fece sprofondare la vecchia Tiro sotto il mare. Nel 969 a.C. fu fondata la nuova Tiro sulle coste più vicine. Essa divenne un regno sotto il comando del re Hiram I che strinse solidi legami con il regno di Giuda e Israele. Secondo la narrazione biblica (1 Re 9, 10-12; Is 23, 1-18), legname e maestranze di Tiro furono utilizzati per la realizzazione del Tempio di Salomone a Gerusalemme. Hiram I modificò la morfologia urbana, collegando tra loro le due piccole isole dove inizialmente si era sviluppata la città.
Nei decenni successivi, pur in una situazione di crescente dissenso interno, gli abitanti di Tiro (ormai consacrata al culto del dio Melqart) espansero la propria rete commerciale in tutto il Mar Mediterraneo e fondarono colonie in Sicilia (tra cui Palermo, la più antica Mozia e Solunto), Sardegna (tra cui Tharros e Cagliari) nella penisola iberica e in Nord Africa. La più importante di queste colonie fu senza dubbio Cartagine, fondata nell'814 a.C. da un gruppo di fuoriusciti guidati, secondo la letteratura greca, dalla regina Didone, anche nota come Elissa.
L'influenza dei Fenici fu grande al punto da rendere il fenicio lingua franca del Vicino Oriente nell'VIII secolo a.C., per cui il re aramaico Kilamuwa scriverà la sua stele in fenicio.
Nel VII secolo a.C. gli Assiri sottomettono Tiro e fanno pagare un tributo, mentre nel VI secolo, con l'ascesa di Babilonia, Tiro viene conquistata dopo 14 anni di assedio e viene posto un suffeta al governo della città, di cui il primo è Ecnibalo figlio del re Baal III.
Con la caduta di Babilonia nel 560 a.C. Tiro ritorna indipendente per poi passare sotto il dominio dei Persiani, e la città costituirà uno scalo dell'Impero verso la Grecia.
Sotto la dinastia di Eshmunazor I la città avrà una rinascita.
Fu proprio lo sviluppo di Cartagine a segnare il declino economico di Tiro, che finì col cadere sotto l'egemonia assira, venendo infine occupata da Assurbanipal nel 664 a.C. Dopo la caduta dell'Impero assiro, Tiro fu assediata dal re babilonese Nabucodonosor II per tredici anni, dal 586 a.C. al 573 a.C. Il re riuscì a conquistare la città ma non l'isolotto, adibito a magazzino, che sorgeva poco distante dalla città. Nabucodonosor non distrusse completamente Tiro ma, in cambio, la città fu costretta a pagare una specie di riscatto ai Babilonesi.
Nel 352 a.C. appoggiò Sidone nel suo tentativo di ribellione contro l'Impero persiano, ma, con la sconfitta della città alleata, Tiro si risottomise all'imperatore.

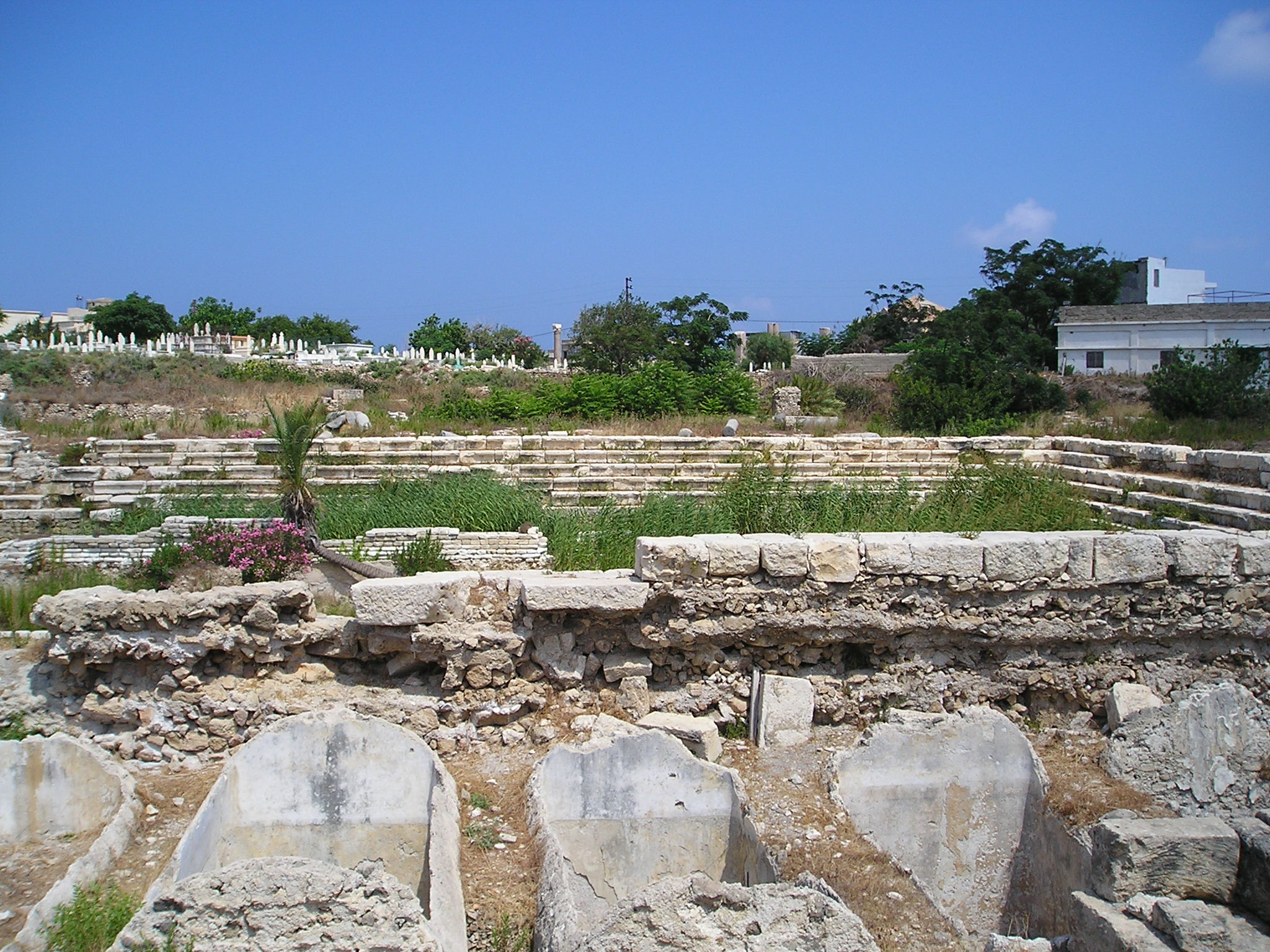
Resti dell'arena rettangolare.

Un altro spettacolare assedio si verificò nel 332 a.C., quando Alessandro Magno entrò in città dopo sette mesi di accanita resistenza, ordinandone la distruzione. Il terrapieno che Alessandro Magno fece costruire durante l'assedio, utilizzando anche le macerie dell'antica città costiera, collegò definitivamente la città alla terraferma, trasformandola in una penisola.
Ripresasi sotto il dominio dei Seleucidi, la città divenne romana nel 64 a.C., all'interno della provincia romana di Siria. Fu in seguito eletta a colonia dall'imperatore Settimio Severo, divenendo centro di studi letterari e filosofici e sede di un importante arcivescovado cristiano.

### Età altomedievale
Nel periodo bizantino, la città fu sede, tra il 513 e il 515, di un sinodo ecumenico delle confessioni cristiane monofisite, ossia delle Chiese che rifiutavano il Concilio di Calcedonia. La città passò sotto il controllo arabo nel 635. Sotto la dinastia omayyade, e in particolare durante il regno di Muʿāwiya ibn Abī Sufyān (661-680), vennero rafforzate le difese del porto e continuarono ad essere promosse le attività artigianali e il commercio.

### Età medievale e moderna
Nel 1099 e nel 1111 la città evitò gli attacchi dei Crociati in marcia verso Gerusalemme, ma venne infine conquistata nel 1124. La città rimase sotto il controllo del Regno crociato di Gerusalemme per un lungo periodo, durante il quale si verificò un considerevole afflusso di nobili e mercanti europei, tra i quali si annovera l'ecclesiastico e storico Guglielmo di Tiro (1130-1186).
La conquista islamica di Gerusalemme portò alla guida della città il piemontese Corrado degli Aleramici, marchese del Monferrato, che riuscì validamente a resistere al potere di Saladino. 
La riconquista islamica avvenne nel 1291 ad opera dei Sultani Mamelucchi. Nei secoli successivi la città entrò in una lunga fase di declino a causa del concomitante sviluppo delle vicine città portuali di Acri, in Palestina, di Sidone e di Beirut. Durante il periodo ottomano, Tiro fece parte dell'eyalet di Sidone, e poi, dopo il 1888, del vilayet di Beirut, fino all'incorporazione all'interno del nuovo Stato libanese, avvenuta il 1º settembre 1920.

## Nell'Antico Testamento
- La fortezza di Tiro è menzionata nel Giosuè come parte dei territori conquistati che fu ripartita a sorte alla tribù di Aser[7].
- Chiram, re di Tiro, inviò "messaggeri con legno di cedro, carpentieri e muratori, i quali costruirono una casa a Davide" (2Samuele 5:11[8] e 1Cronache 14:1 e 22:4[9]), il quale divenuto re di Israele e di Giuda, ordinò il censimento della popolazione anche in questa città (2Samuele 24:7).
- Il re Chiram inviò prima i ministri e poi le sue maestranze di nuovo per tagliare i cedri del Libano e preparare la costruzione del Tempio di Gerusalemme che le guerre di Davide avevano impedito di iniziare (1Re 5:15,20[10]; 2 Cronache 2:10-13, 16:2, 33:14; Esdra 3:7[11]. In cambio dell'oro e dei legni, Salomone ripaga Chiram "venti regioni della Galilea" (1Re 9:11).
- Un nucleo di abitanti di Tiro, stabilitisi a Gerusalemme, commerciava pesce il giorno dello shabbat (Neemia)[12].
- Nell'anno decimottavo di regno assiro di Nabucodonosor, l'esercito del generale Oloferne muove dalla capitale Ninive verso Tiro (Giuditta 2:28)[13]. Gli abitanti di Tiro, Sidone e "della parte pagana della Galilea" si alleano con quelli di Galaad per muovere guerra contro gli Israeliti (1Maccabei 5:15[14].
- Antioco conferma Gionata Maccabeo sommo sacerdote di Israele e nomina suo fratello Simone "comandante dalla Scala di Tiro fino ai confini dell'Egitto" (1Maccabei 11:59).
- Menelao, fratello di Simone, ruba l'oro del Tempio e lo vende a Tiro e nelle città limitrofe (2Maccabei 4:18[15]. A seguito di altri sacrilegi, scoppia una rivolta popolare, il re si reca a Tiro (cap. 4, v. 44) e, prosciolto Menelao, mette a morte i difensori della città (2Maccabei 4:49).

### Profezie
- Il Isaia 23 profetizza la distruzione di Tiro, al ritorno delle navi di Tarsis dal paese dei Kittim[16].
- Geremia rivolge contro Tiro uno degli oracoli del Signore degli eserciti contro le nazioni[17] dell'Apocalisse, e di nuovo nell'oracolo contro i Filistei (cap. 47, v. 4; come in Gioele 4:4[18], distrutta dal fuoco come Sidone e Amat secondo in Libro di Amos 1:10[19] e Zaccaria 9:3, 10:11[20]
- Ezechiele 26 profetizza che Tiro sarebbe stata distrutta dall'esercito di re Nabucodonosor, proveniente da settentrione[21], perché il suo re si macchiò di idolatria, facendosi attribuire un culto divino (Ez 28:2, 12, 18).